# هاري نيومان (لاعب كرة قدم أمريكية)
هاري نيومان (بالإنجليزية: Harry Newman)‏ هو لاعب كرة قدم أمريكية أمريكي، ولد في 5 سبتمبر 1909 في ديترويت في الولايات المتحدة، وتوفي في 2 مايو 2000 في لاس فيغاس في الولايات المتحدة.

## وصلات خارجية
- هاري نيومان على موقع مرجع كرة القدم المحترفة.كوم (الإنجليزية)